# Ingrid Kolb
Ingrid Kolb (* 1941) ist eine deutsche Journalistin und Autorin, zuletzt Leiterin der Henri-Nannen-Schule in Hamburg.

## Leben
Nach ihrem Volontariat beim Münchner Merkur (1965–1966) wurde sie dort stellvertretende Ressortleiterin Lokales. Nach weiteren zwei Jahren wechselte sie zur Jasmin, bei der sie drei Jahre blieb und später für weitere drei Jahre als Redakteurin zum Nachrichtenmagazin Der Spiegel. Anschließend war sie 1977–1983 Redakteurin beim Stern, dann dort sechs Jahre lang Ressortleiterin für die Themen Erziehung und Gesellschaft sowie weitere fünf Jahre bis 1994 als Verantwortliche für das Ressort Stern-Bücher. Am bekanntesten wurde ihr eigenes Buch zur zeitgenössischen Emanzipation der (Frauen-)Sexualität in Deutschland und weltweit im Zuge der 68er-Bewegung. 
In den folgenden Jahren war sie tätig als Leiterin der vom Großverlag Gruner + Jahr eingerichteten Henri-Nannen-Journalistenschule in Hamburg. Nebenbei schrieb sie für Die Zeit. Seit 2004 ist sie Kuratoriumsmitglied und Dozentin der Zeitenspiegel-Reportageschule Reutlingen. Sie gehört seit Jahren zur Jury der von Medienwissenschaftlern und -insidern getragenen Initiative Nachrichtenaufklärung, dem deutschen Pendant zum US-amerikanischen Project Censored.

## Werke (Auswahl)
- Kunst des 20. Jahrhunderts, Museum Ludwig Köln Dokumentation: Ingrid Kolb. Autoren der Künstlertexte: Iris Bruckgraber; Taschen-Verl., Köln 1996, 2003. 761 S. : überw. Ill.  ISBN 3-8228-2560-3
- Das Kreuz mit der Liebe: Der Mythos von der sexuellen Befreiung. Gruner+Jahr, Hamburg 1980. („Stern-Buch“) ISBN 3-570-01768-0; Nachdruck: Goldmann, München 1982 ISBN 3-442-11517-5

| Personendaten    | Personendaten                                                                   |
| ---------------- | ------------------------------------------------------------------------------- |
| NAME             | Kolb, Ingrid                                                                    |
| KURZBESCHREIBUNG | deutsche Journalistin, Leiterin der Henri-Nannen-Journalistenschule und Autorin |
| GEBURTSDATUM     | 1941                                                                            |